# Hypentelium etowanum
Hypentelium etowanum is een straalvinnige vissensoort uit de familie van de zuigkarpers (Catostomidae). De wetenschappelijke naam van de soort is voor het eerst geldig gepubliceerd in 1877 door David Starr Jordan.